# Bacilly
Bacilly és un municipi francès situat al departament de la Manche i a la regió de Normandia. L'any 2007 tenia 785 habitants.

## Demografia

### Població
El 2007 la població de fet de Bacilly era de 785 persones. Hi havia 320 famílies de les quals 84 eren unipersonals (44 homes vivint sols i 40 dones vivint soles), 100 parelles sense fills, 124 parelles amb fills i 12 famílies monoparentals amb fills.
La població ha evolucionat segons el següent gràfic:
Habitants censats

### Habitatges
El 2007 hi havia 399 habitatges, 327 eren l'habitatge principal de la família, 57 eren segones residències i 15 estaven desocupats. 385 eren cases i 7 eren apartaments. Dels 327 habitatges principals, 275 estaven ocupats pels seus propietaris, 47 estaven llogats i ocupats pels llogaters i 5 estaven cedits a títol gratuït; 3 tenien una cambra, 16 en tenien dues, 44 en tenien tres, 80 en tenien quatre i 184 en tenien cinc o més. 268 habitatges disposaven pel capbaix d'una plaça de pàrquing. A 146 habitatges hi havia un automòbil i a 155 n'hi havia dos o més.

### Piràmide de població
La piràmide de població per edats i sexe el 2009 era:
| Homes | Edats   | Dones |
| ----- | ------- | ----- |
| 0     | 95 o +  | 0     |
| 0     | 90 a 94 | 0     |
| 0     | 85 a 89 | 0     |
| 12    | 80 a 84 | 8     |
| 12    | 75 a 79 | 16    |
| 28    | 70 a 74 | 36    |
| 16    | 65 a 69 | 24    |
| 32    | 60 a 64 | 16    |
| 12    | 55 a 59 | 12    |
| 16    | 50 a 54 | 28    |
| 28    | 45 a 49 | 12    |
| 12    | 40 a 44 | 16    |
| 56    | 35 a 39 | 36    |
| 8     | 30 a 34 | 24    |
| 20    | 25 a 29 | 4     |
| 4     | 20 a 24 | 4     |
| 24    | 15 a 19 | 16    |
| 24    | 10 a 14 | 20    |
| 16    | 5 a 9   | 48    |
| 8     | 0 a 4   | 12    |

## Economia
El 2007 la població en edat de treballar era de 464 persones, 358 eren actives i 106 eren inactives. De les 358 persones actives 331 estaven ocupades (182 homes i 149 dones) i 27 estaven aturades (10 homes i 17 dones). De les 106 persones inactives 38 estaven jubilades, 30 estaven estudiant i 38 estaven classificades com a «altres inactius».

### Ingressos
El 2009 a Bacilly hi havia 340 unitats fiscals que integraven 846,5 persones, la mediana anual d'ingressos fiscals per persona era de 16.852 €.

### Activitats econòmiques
Dels 31 establiments que hi havia el 2007, 1 era d'una empresa extractiva, 1 d'una empresa alimentària, 1 d'una empresa de fabricació d'altres productes industrials, 13 d'empreses de construcció, 4 d'empreses de comerç i reparació d'automòbils, 2 d'empreses d'hostatgeria i restauració, 1 d'una empresa d'informació i comunicació, 3 d'empreses de serveis, 2 d'entitats de l'administració pública i 3 d'empreses classificades com a «altres activitats de serveis».
Dels 13 establiments de servei als particulars que hi havia el 2009, 2 eren tallers de reparació d'automòbils i de material agrícola, 5 fusteries, 2 lampisteries, 3 electricistes i 1 perruqueria.
L'únic establiment comercial que hi havia el 2009 era una fleca.
L'any 2000 a Bacilly hi havia 74 explotacions agrícoles que ocupaven un total de 1.320 hectàrees.

## Equipaments sanitaris i escolars
El 2009 hi havia una escola elemental integrada dins d'un grup escolar amb les comunes properes formant una escola dispersa.

## Poblacions més properes
El següent diagrama mostra les poblacions més properes.